# Governo della Chiesa
Con Governo della Chiesa si intende la forma con cui una comunità cristiana si struttura e si governa. Infatti come ogni altra società umana, anche le chiese cristiane sono strutturate e quindi governate secondo specifici modelli organizzativi che risalgono all'insegnamento del Nuovo Testamento e che si sono sviluppati nella storia.

## I dati biblici
Il Nuovo Testamento mostra una terminologia molto varia per indicare i responsabili delle comunità.
Fondamentalmente i termini usati sono "presbitero" (="anziano", non nel senso di età ma di autorità) e "vescovo" (="supervisore") (Tt 1,5-7; At 10,17.28). La questione se tale diversità di terminologia risponde a una diversità di ministeri ha una risposta molto complessa, e in molti casi i due termini sono intercambiabili.
Molti passi attestano che le comunità cristiane locali presentavano una pluralità di anziani (At 14,23; 20,17; Fil 1,1). Questi anziani sovraintendevano alla chiesa locale (At 20,28; 1 Pt 5,2.3), ed erano quindi responsabili di governarla (1 Tim 3,5;5,17; 1 Ts 5,12; Eb 13,7.17.24).
Gli anziani giudicano fra i fratelli (cfr. 1 Cor 6,5), e sono loro ad ammonire 1 Timoteo 5,20).
Gli anziani sono assistiti nel loro ministero dai diaconi, che si occupano soprattutto di opere di misericordia (Fil 1,1; At 6,1-6; cfr. 1 Tim 3,8-13).
Il processo di nomina dei primi sette diaconi viene approvato dagli apostoli che invitano la comunità a indicare le persone più idonee (cfr. At 6,5.6). I membri della chiesa hanno il diritto, in questioni disputate, di fare appello ai loro anziani, e se la disputa è con gli stessi anziani locali, a fare appello al governo regionale della chiesa o, più avanti ancora, a tutte le chiese locali o "assemblea generale" (At 15). Le decisioni di istanze superiori sono vincolanti per le comunità locali (At 15,22-23.28.30;16,1-5).

## Interpretazione cattolica
La teologia cattolica, per la quale la Tradizione della Chiesa è luogo teologico insieme con la Sacra Scrittura, considera tale fluidità terminologica come un passo che porterà, all'inizio del II secolo, alla definizione dell'episcopato monarchico così come lo troviamo in Sant'Ignazio d'Antiochia (per esempio vedi la sua Lettera agli Efesini 4,1).
Pertanto la cattolicità ha elaborato una visione del ministero ecclesiale gerarchica, con al vertice il papa, poi i vescovi in comunione con lui, poi i presbiteri loro collaboratori, e quindi i diaconi.

## Interpretazione riformata
La teologia originata dalla riforma protestante, dal canto suo, avendo la Bibbia come unica fonte normativa, presenta diverse letture dei dati biblici, e in tal senso sviluppa vari modelli di governo della Chiesa. Tale diversità, cioè il modo diverso in cui di fatto le diverse chiese non cattoliche sono oggi organizzate, dipende dall'interpretazione che esse danno dei dati che trovano nel Nuovo Testamento come pure dal valore attribuito alla loro evoluzione storica.
Pertanto il governo delle chiese cristiane rispecchia essenzialmente oggi tre modelli organizzativi:
- episcopale
- presbiteriano
- congregazionalista.

Questi modelli possono essere più o meno "puri" in quanto le caratteristiche di ciascuna comunità cristiana locale possono essere influenzate da elementi tipici di altri modelli.
Le forme di governo assunte dalle chiese, sono state indubbiamente pure influenzate dalla prevalenza e dall'evoluzione delle forme di governo civile. A sua volta il governo delle chiese ha pure influenzato la forma del governo civile, come il Protestantesimo sulla democrazia americana.

### Il modello di governo episcopale
Le chiese strutturate secondo il modello episcopale, (o governo prelatizio o anche monarchico della chiesa) sono governate da vescovi che hanno autorità su territori denominati diocesi. La presidenza che essi esercitano sulla loro diocesi è sia sacramentale che politica. Essi non solo eseguono ordinazioni, confermazioni e consacrazioni, ma sovrintendono il clero della diocesi e la rappresentano sia a livello secolare che nell'ambito di una gerarchia ecclesiastica.
Secondo questo sistema, i vescovi possono essere soggetti a vescovi di grado più elevato (chiamati, a seconda dei casi, arcivescovi, metropoliti e/o patriarchi a seconda delle tradizioni). I vescovi si riuniscono in concili o sinodi. Questi sinodi, soggetti alla presidenza di vescovi di grado più elevato, possono governare le diocesi rappresentate nei concili, sebbene il sinodo possa essere puramente consultivo.
Si noti come la presenza dell'ufficio di "vescovo" in una chiesa non è prova di per sé che la sua organizzazione sia episcopale. Per esempio, nell'organizzazione dei mormoni, il "vescovo" occupa la funzione che nell'Anglicanesimo è occupata da un presbitero.
Inoltre, il sistema di governo episcopale non è di solito una semplice catena di comando. Al contrario, una certa autorità può risiedere non solo nei sinodi e collegi di vescovi, ma anche in concili formati da laici e dal clero. Inoltre, i diversi modelli di autorità sono soggetti ad un'ampia varietà di diritti storici ed onori che possono tagliare trasversalmente le linee di autorità.
Il modello episcopale è predominante nel cattolicesimo, nel cristianesimo ortodosso e nell'anglicanesimo. È pure comune in chiese metodiste e luterane del nord Europa.

### Il modello di governo presbiteriano
Nel modello di governo presbiteriano le chiese sono governate da un sistema di "consigli" di natura elettiva.
Il consiglio più basso governa la comunità cristiana locale. Chiamato anche concistoro o "consiglio di chiesa", (in inglese "session") esso è composto da "anziani" o "consiglieri". Può essere così anche chiamato "collegio degli anziani".
Il ministro della comunità (pastore) [a cui ci si riferisce nel mondo anglosassone anche come "teaching elder" (lett. anziano insegnante)], è membro di questo consiglio e generalmente lo presiede. È più comune, però, che il consiglio di chiesa abbia un suo presidente (eletto fra i consiglieri stessi) e che il ministro sieda fra di loro con o senza diritto di voto. I consiglieri di chiesa (chiamati anche "anziani" o, in inglese, "ruling elders") sono eletti democraticamente dalla comunità come suoi rappresentanti.
Il consiglio di chiesa manda poi suoi rappresentanti al consiglio immediatamente loro superiore, chiamato presbiterio. Il presbiterio quindi, secondo questo sistema, è un organo di governo della chiesa a livello territoriale che gestisce diverse comunità tramite loro rappresentanti. Questo secondo livello è chiamato anche, in certe chiese riformate come la Chiesa valdese "consiglio di distretto", "colloquio", o anche "circuito".
In alcune chiese presbiteriane vi è anche un terzo livello (a carattere regionale, cantonale o nazionale) chiamato Sinodo o assemblea generale (formato da pastori e/o rappresentanti laici). Ogni consiglio ha autorità sui suoi costituenti e si aspetta dai rappresentanti di ciascun livello che esercitino il loro giudizio sulle questioni loro sottoposte. Ciascun livello di consiglio può agire come corte di appello nel caso di procedimenti disciplinari e non è insolito che annullino le decisioni prese dai consigli loro inferiori.
Questo sistema può denominare le chiese che lo sostengono, da cui si ha il termine chiese presbiteriane, cioè chiese governate secondo il modello presbiteriano. Elementi di questo modello possono trovarsi anche in altri modelli. Il termine "presbitero" che, in questo modello definisce il "consigliere di chiesa", nel modello episcopale diventa il "prete".

### Il modello di governo congregazionalista
Il modello di governo congregazionalista fa risiedere ogni suo potere decisionale nell'assemblea riunita dei suoi membri (congregazione), la quale dibatte ogni questione concernente la propria attività e prende le sue decisioni attraverso voto democratico. Ogni comunità che segue questo modello è sovrana ed autonoma.
L'assemblea normalmente elegge un proprio "consiglio di chiesa", ma decide essa stessa quale debba essere il limite delle competenze di questo, il limite del potere decisionale del consiglio. Allo stesso modo è l'assemblea della comunità cristiana locale che decide se associarsi oppure no ad organismi superiori (regionali o denominazionali) e quali competenze accordare loro.
In questo modello, gli organismi superiori alla comunità locale non esercitano controllo su di esse oltre a ciò che esse loro concedono e, al massimo, possono sospendere o far cessare la loro adesione all'associazione. Gli organismi superiori alla comunità locale hanno spesso solo un carattere consultivo e non decisionale. Il loro ruolo è spesso pure quello di agire come rappresentanza nei rapporti con le autorità politiche. Molte chiese congregazionaliste per principio sono completamente indipendenti. Eccezione può essere la consacrazione dei pastori alle quali spesso sono invitati ad assistere membri delle comunità vicine o associazioni.
È implicito in questo modello che i ministri di culto, o pastori, non esercitano il potere di governare la loro comunità, se non nei limiti loro assegnati dall'assemblea. Possono presiedere sulla comunità, ma è sempre essa l'istanza ultima a cui spetta ogni decisione.
Il sistema congregazionalista è tipico delle Chiese battiste.